# Freek de Jonge (verzetsstrijder)
Frederik (Freek) de Jonge (Hoogeveen, 27 december 1915 – Groningen, 9 oktober 1949) was een Hoogeveens verzetsman. Aan het begin van de Tweede Wereldoorlog was De Jonge woonachtig aan het Wilhelminaplein te Hoogeveen, als een van de vijf zoons van landbouwer Fake de Jonge, die allen meer of minder actief zijn geweest in het verzet. Onder invloed van gereformeerde geloofsovertuiging wordt hij ervan overtuigd dat de bezetter weinig goeds in de zin heeft. 

## Beginjaren van verzet
In juni 1941 wordt er in Hoogeveen een pamflet uitgedeeld om geen enkele belangstelling te tonen voor een WA-mars, een oproep die succesvol uitpakt. Het pamflet rolt van de stencilmachine van De Jonge, dan reeds actief.
Begin 1942 komt Klaas de Raad bij De Jonge en zijn broer Jan met de vraag of zij het witboek van minister mr. Van Kleffens willen vermenigvuldigen. De Jonge wordt meer en meer betrokken bij het ondergrondse werk en via Arjen Plantinga, de koster van de Christelijk Gereformeerde Kerk en winkelbediende bij Arnold Zandbergen (Roodhart), plaatselijk leider van het verzet, krijgt hij zijn eerste bonkaarten voor onderduikers. Hij begint rond deze tijd ook met de verspreiding van Trouw en hij krijgt contact met plaatselijke LO-leden als Albert Jan Rozeman. De hele familie De Jonge helpt mee met het verspreiden van de illegale lectuur en de familie brengt in zo grote aantallen rond. Rozeman zit de vergaderingen van de plaatselijke LO voor waar verder Gerrit Reinders, Jan Bork, Jos van Aalderen, Albert van Aalderen en Arjen Plantinga deel van uitmaken, die De Jonge betrekken bij het LO-werk omdat hij al lid was van de uitreikingsploeg.

## Laatste oorlogsfase
Als Rozeman op 20 maart 1944 wordt gearresteerd krijgt Arjen Plantinga er te veel werk bij dat weer wordt overgedragen aan De Jonge. Afgesproken wordt ook dat Freek de Jonge alle taken op zich zal nemen als Arjen onverhoopt zou moeten onderduiken. Dat gebeurt relatief vlug, want Arjen en Gerrit worden beiden gearresteerd en de andere 'oude' leden duiken onder. De Jonge komt hierop in contact met Henk van Oosten en Hendrik Lip en gedrieën nemen ze leiding op zich. In de tijd van de BS in het laatste oorlogsjaar is De Jonge een van de belangrijkste verbindingsmensen van Hoogeveen. Alle facetten van het illegale werk komen aan bod, ausweissen vervalsen, bonkaarten en inlegvellen, onderduikers onderbrengen, en de eerder genoemde verspreiding van illegale lectuur, vooral Trouw en Vrij Nederland.

## Overlijden
Freek de Jonge overleeft de oorlog, maar overlijdt een paar jaar erna in 1949 wegens een zwakke gezondheid, die hem ook tijdens de oorlog al parten speelde, op slechts 33-jarige leeftijd. Op 13 oktober 1949 wordt hij in het bijzijn van andere verzetslieden begraven op de Algemene Begraafplaats aan de Zuiderweg te Hoogeveen.